# Breitling Navitimer

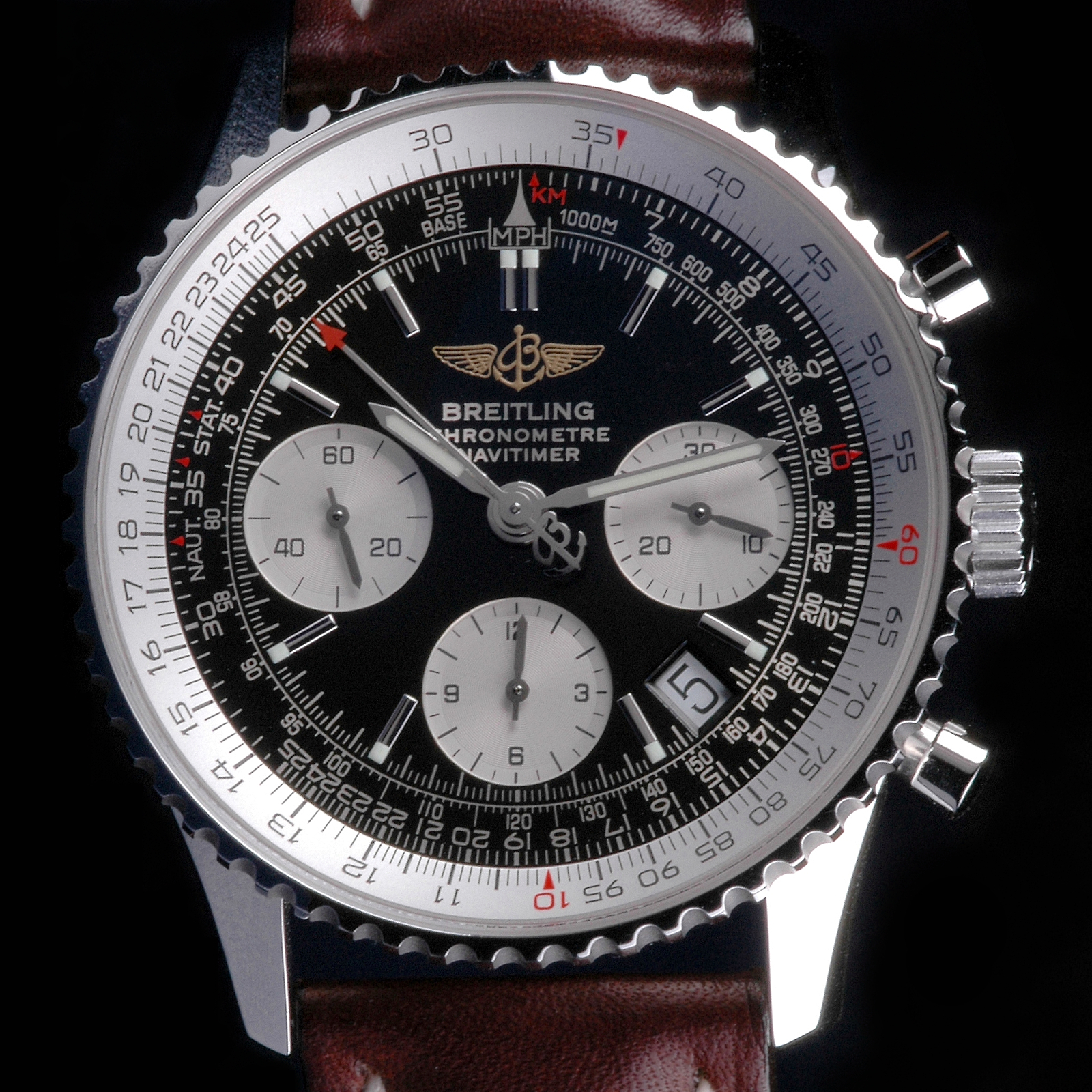
Breitling Navitimer

Das Uhren-Modell Navitimer wurde erstmals im Jahr 1952 von Breitling der Öffentlichkeit vorgestellt. Es war eine Weiterentwicklung des ersten Chronomat-Modells. Es handelt sich um eine Fliegeruhr mit Chronograph und zusätzlich über ein, damals häufig in der Luftfahrt gebräuchliches, Navigationsinstrument in der drehbaren Lünette. Mit diesem, in der Lünette kreisförmig angeordneten, Rechenschieber können verschiedenste Dreisatz- und Umrechnungen durchgeführt werden. Beispielsweise sind Treibstoffverbrauch, Steig- und Sinkflugraten, Einheiten-Umrechnungen, Multiplikation und Division möglich.

## Historie
Seit der Veröffentlichung der ersten Navitimer 806 im Jahr 1952 hat es in Folgejahren weitere Modelle mit neueren Uhrwerken, Designs oder Verbesserungen gegeben.
Die folgende Tabelle listet die Modellhistorie einiger Navitimer-Referenzen auf.

Des Weiteren gab es immer wieder Sondermodelle, limitierte Auflagen (z. B. Snowbird, Top Gun) oder speziell für Organisationen hergestellte Modellvarianten (z. B. AOPA, Patrouille de France, Iraqi Air Force).

Seit 1999 durchlaufen alle mechanischen Uhrwerke des Unternehmens Breitling die Chronometerprüfung der COSC, somit auch das Navitimer-Modell.
| Ab Jahr | Referenz                                 | Anmerkung | Foto                                                                                                 |
| ------- | ---------------------------------------- | --- | --- |
| 1952    | Navitimer 806, 806-36 und 806 E          | Es wurden immer Handaufzug-Chronographen verbaut. Die ersten Modelle gelangten 1954 hauptsächlich mit dem Schaltrad-Chronographen Venus 178 in den Verkauf. Für kurze Zeit wurde die Uhr auch mit dem Valjoux 72 Uhrwerk ausgestattet. Im Jahr 1971 wurde auch das Modell 806-36 mit dem Valjoux 7736 Kaliber verbaut. Parallel und v. a. gegen Produktionsende wurde auch das Modell 806 E mit wechselnden Kalibern und kleinerer Krone hergestellt. Die Uhren hatten unterschiedliche Logos im Ziffernblatt (AOPA, kursives B mit Flügeln, Breitling & Flügel, Twin Planes …) | Breitling Navitimer 806 E last version                                                               |
| 1962    | Navitimer 809 Cosmonaute                 | Dieses Modell wurde 1962 entwickelt und zeigt die 24 Stunden eines Tages auf einem Ziffernblattkreis an, d. h. es hat eine 24- statt der üblichen 12-Stunden-Anzeige. Es wurde ursprünglich für den Weltraum entwickelt, da bei Astronauten im Weltraum das Zeitgefühl verloren geht. So verhindert diese Stundenanordnung das Verwechseln von Mittag und Mitternacht. Astronaut Scott Carpenter trägt die Breitling Cosmonaute am 24. Mai 1962 in der Raumkapsel Aurora 7. | Astronaut Scott Carpenter trägt die Breitling Cosmonaute in der Aurora 7 Raumkapsel am 24. Mai 1962. |
| 1967    | Navitimer 7806, 7806-S, 816 & 816-72     | Diese Modelle hatten ab 1967 zusätzlich eine Datumsanzeige und das Valjoux 7740 Kaliber verbaut. Ab 1968 wurde ein größeres 48-mm-Gehäuse in den Modellen 816 & 816-72 angeboten. | |
| 1968    | Navitimer 1806                           | Moderneres Chrono-Matic-Modell mit Breitling type 11 Automatik-Kaliber. Ab 1971 mit „type 12“-Werk. | |
| 1973    | Navitimer 8806                           | Klassisches Chrono-Matic-Modell mit Breitling type 12 Automatik-Kaliber. Ab 1971 mit „type 12“-Werk. | |
| 1973    | Navitimer 9106 LED & 9406 LCD            | Ab 1973 wurde ein Quarz-Uhrwerk mit LED-Anzeige angeboten. Durch einen Knopfdruck leuchtete das Display kurz auf. Später (ab 1974) wurden LC-Displays und ein kleineres Gehäuse eingesetzt. Dieses wurde auch bis 1979 und der Schließung der Breitling-Manufaktur hergestellt. | |
| 1986    | Navitimer 81600, 81610                   | Nach der Übernahme von Breitling wurde erst wieder 1986 ein neues Navitimer-Modell mit Lemania 1872 Kaliber angeboten. Später folgte die Version mit Valjoux 7750 Automatik-Kaliber. | |
| 1991    | Old Navitimer                            | Mit Breitling type 13 Automatik-Kaliber. Datumsanzeige auf 3 Uhr, Totalisatoren auf 12-, 9- und 6-Uhr-Position. Mineralglas. Wurde bis 1993 hergestellt, siehe Old Navitimer II ab 1993. | |
| 1992    | Navitimer 92                             | Kleinere Version mit Breitling „type 30“-Kaliber. | |
| 1993    | Old Navitimer II                         | Saphirglas und verbessere Wasserdichtigkeit (3 bar). Mit Breitling type 13 Automatik-Kaliber. Datumsanzeige auf 3 Uhr, Totalisatoren auf 12, 9 und 6 Uhr. Wurde bis 2002 hergestellt. | |
| 1997    | Navitimer Montbrillant                   | Breitling type 41 Automatik-Kaliber. Ab 1999 auch mit COSC-Zertifizierung. Teilweise später mit Saphirglas. Verschiedene Ausführungen und Modelle (Edelstahl- oder Gold-Gehäuse usw.), wasserdicht 3 bar. | |
| 2001    | Navitimer Heritage                       | Breitling type 35 Automatik-Kaliber. COSC-Zertifizierung. Saphirglas. 43-mm-Edelstahl-Gehäuse, wasserdicht 3 bar. | |
| 2002    | Navitimer 50th Anniversary               | Zum 50. Jahrestag der Navitimer mit verbautem Breitling type 41 Kaliber. COSC-Zertifizierung. Saphirglas. "Twin-Jets"-Logo im Ziffernblatt wie die Ur-Navitimer-Modelle 806, 806-36 & 806-E ab 1964. | |
| 2002    | Navitimer Olympus                        | Breitling type 19 Automatik-Kaliber mit ewigem Kalender (Datum, Wochentag, Monat, Mondphase). COSC-Zertifizierung. Saphirglas. Edelstahl- oder Rotgold-Gehäuse, wasserdicht 3 bar. Wurde bis etwa 2005 hergestellt. | |
| 2002    | Navitimer Montbrillant Datora            | Breitling type 21 Automatik-Kaliber mit Anzeige von Tag, Datum und Monat. COSC-Zertifizierung. Saphirglas. 43-mm-Edelstahl-Gehäuse, wasserdicht 3 bar. | |
| 2003    | Navitimer "2003"                         | Breitling type 23 Kaliber verbaut. Totalisatoren wieder auf 9, 6 und 3 Uhr, Datumsanzeige zwischen 4 und 5 Uhr. | Breitling A23322                                                                                     |
| 2005    | Navitimer Montbrillant Olympus           | Breitling type 19 Automatik-Kaliber mit ewigem Kalender (Datum, Wochentag, Monat, Mondphase). COSC-Zertifizierung. Saphirglas. Perlenlünette, Edelstahl- oder Rotgold-Gehäuse, 42 mm Durchmesser, wasserdicht 3 bar. | |
| 2006    | Navitimer World                          | Breitling 24 Kaliber (Automatik) verbaut. GMT-Zeiger, Datumsanzeige, Totalisatoren auf 12, 9 und 6 Uhr. Stahl-, 18k Gold- oder Weissgold-Gehäuse. | Breitling Navitimer World                                                                            |
| 2009    | Navitimer 01                             | Vollständig „hauseigenes“ Breitling 01 Kaliber mit Chronometer-Zertifizierung. | |
| 2012    | Navitimer 60th Anniversary               | Auf 500 Stück limitierte Version, blaues Ziffernblatt. | |
| 2014    | Navitimer 01 (46mm und 48mm GMT)         | Vergrößerter Gehäusedurchmesser, GMT-Version auch erhältlich. | |
| ?       | Navitimer Chronograph 46                 | Verschiedene Ausführungen, 46 mm Gehäusedurchmesser. Breitling 01 Automatik-Kaliber, wasserdicht 3 bar. | |
| ?       | Navitimer Chronograph 43                 | Verschiedene Ausführungen, 43 mm Gehäusedurchmesser. Breitling 01 Automatik-Kaliber, wasserdicht 3 bar. | |
| ?       | Navitimer Chronograph 45                 | Verschiedene Ausführungen, 45 mm Gehäusedurchmesser. Breitling 03 Automatik-Kaliber, wasserdicht 3 bar. | |
| ?       | Navitimer 1 Automatic 41                 | Verschiedene Ausführungen, teilweise ohne Teilzifferblätter, 41 mm Gehäusedurchmesser. Breitling 13 Automatik-Kaliber, COSC-Zertifizierung, wasserdicht 3 bar. | |
| 2018    | Navitimer 8 B01                          | Verschiedene Ausführungen, ohne Teilzifferblätter, 43 mm Gehäusedurchmesser. Breitling 01 Automatik-Kaliber, COSC-Zertifizierung, wasserdicht 10 bar. | |
| 2018    | Navitimer 1 Automatic 38                 | Verschiedene Ausführungen, ohne Teilzifferblätter, 38 mm Gehäusedurchmesser. Breitling 17 Automatik-Kaliber, COSC-Zertifizierung, wasserdicht 3 bar. | |
| 2019    | Navitimer Ref.806 1959 RE-Edition        | Verschiedene Ausführungen (Platin, Stahl, 18-karat Gold Gehäuse, Ziffernblätter), Chronographenwerk Kaliber B09 (Handaufzug). COSC-Zertifizierung, wasserdicht 3 bar. | |
| 2020    | Navitimer Automatic 35                   | Verschiedene Ausführungen, ohne Teilzifferblätter & Datumsanzeige, 35 mm Gehäusedurchmesser. Breitling 17 Automatik-Kaliber, COSC-Zertifizierung, wasserdicht 3 bar. | |
| 2020    | Navitimer B03 Chronograph Rattrapante 45 | Stahl oder 18-karat Rotgold Gehäuse, 45 mm Gehäusedurchmesser. Breitling-Manufakturkaliber B03 (Automatik), Schleppzeiger, COSC-Zertifizierung, wasserdicht 3 bar. | |